# Autostrada A18 (Belgio)
L'Autostrada A18 belga parte dal confine con la Francia, al congiungimento con l'Autoroute A16, fino ad arrivare a Jabbeke; è lunga 44 km.

## Percorso
|      |                                          |        |                |  |  |
| Tipo | Indicazione                              | Uscita | Strada europea |  |  |
|      | Autoroute A16 Confine di Stato - Francia |        |                |  |  |
|      | Adinkerke                                | 1      |                |  |  |
|      | Veurne                                   | 1a     |                |  |  |
|      | Oostduinkerke                            | 2      |                |  |  |
|      | Nieuwpoort                               |        |                |  |  |
|      | Area di servizio "Mannekensvere"         |        |                |  |  |
|      | Middelkerke                              | 4      |                |  |  |
|      | Gistel                                   | 5      |                |  |  |
|      | Area di parcheggio "Westkerke"           |        |                |  |  |
|      | Barriera Jabbeke                         |        |                |  |  |